# بوسيلوفو
بوسيلوفو (Босилово) هي مدينة في مقاطعة ستروميكا في جمهورية مقدونيا.